# Juan Jacinto Rodrigues Araújo
Juan Jacinto Rodrigues Araújo ou simplesmente J.J. Rodrigues ou ainda Rodrigues (Melo, 27 de novembro de 1958), foi um futebolista uruguaio. Atuava como lateral esquerdo. Passou pelo Avaí do Brasil e hoje atua como técnico no Uruguai